# Северный наблюдатель
«Се́верный наблюда́тель» — русский литературный журнал, сатирической и политической направленности. Издавался в Санкт-Петербурге еженедельно в 1817 году под редактурой П. А. Корсакова. Также освещал театральную жизнь Петербурга. В журнале печатались А. С. Пушкин, А. С. Грибоедов и другие.

## История
В 1817 году Корсаков начал выпускать журнал «Русский Пустынник или наблюдатель отечественных нравов». Целью журнала было «сообщать полезные замечания о нравах и обычаях современного общества, а также об успехах просвещения и гражданского положения в России». Начиная с июля месяца журнал переименовался в «Северный наблюдатель». Журнал выпускался до конца 1817 года, после чего закрылся.
Содержание представляло собой пять тематических разделов:
1. Нравы, обсуждения морально-этической стороны общественных вопросов
2. Словесность, публикация стихотворений, прозы, басен и сказок
3. Театр, репертуар театров, ведется обзор современной драматургии, русской и зарубежной, обсуждается игра актеров
4. Политические записки, обзоры важнейших событий, статьи историко-политического характера.
5. Смесь, анекдоты, письма и иного рода информация, точно не подходящая под предыдущие разделы

В своё время[уточнить] одним из соиздателей этого журнал стал Загоскин, а также печатались:
- А. С. Пушкин, стихотворения: «К ней (Эльвина, милый друг)», «Певец», «Пробуждение», «Эпиграмма, на смерть стихотворца», «Воспоминания в Царском Селе», «Послание Лиде»[7]
- И. А. Крылов, басня «Пчела и Мухи»[8]
- В. А. Жуковский, сказка "Три финика"[9] (из собраний его переводов)